# Ортант
Так же существует метод который называется "Универсальный метод нумерации ортантов в n-мерных и бесконечномерных системах координат", который позволяет нумеровать ортанты в координатных системах большей размерности. Ссылка на статью: https://na-journal.ru/10-2023-informacionnye-tekhnologii/6634-universalnyi-metod-numeracii-ortantov-v-n-mernyh-i-beskonechnomernyh-sistemah-koordinat

В двумерном пространстве существует 4 ортанта (называемых квадрантами)

Ортант (гипероктант) — обобщение понятий двумерного квадранта и трёхмерного октанта для n-мерного евклидова пространства.
Ортант в n-мерном пространстве можно рассматривать как пересечение n взаимно перпендикулярных полупространств; всего в n-мерном пространстве имеется {\displaystyle 2^{n}} ортантов.
Замкнутый ортант в {\displaystyle \mathbb {R} ^{n}} есть подмножество, ограничивающее каждую прямоугольную систему координат до неотрицательного или неположительного сектора. Такое подмножество задается системой неравенств:
{\displaystyle \varepsilon _{1}x_{1}\geq 0,\varepsilon _{2}x_{2}\geq 0,\dots \varepsilon _{n}x_{n}\geq 0},
где каждое {\displaystyle \varepsilon _{i}} — −1 или +1.
Аналогично, открытый ортант в {\displaystyle \mathbb {R} ^{n}} — подмножество, заданное системой строгих неравенств:
{\displaystyle \varepsilon _{1}x_{1}>0,\varepsilon _{2}x_{2}>0,\dots \varepsilon _{n}x_{n}>0}.